# موتارا الثالث من رواندا
موتارا الثالث من رواندا (المعروف أيضًا باسم روداهيجوا؛ 29 يونيو 1912 - 25 يوليو 1959) كان موامي، أو ملك رواندا بين عامي 1931 و1959. كعضو في شعب التوتسي في رواندا، كان يمتلك الصورة النمطية لطول القامة 6 "8"، وكان اسمه المسيحي تشارلز ليون بيير، وأحيانًا يشار إليه باسم تشارلز روداهيجوا موتارا الثالث أو روكابو.
ولد روداهيجوا في مارس 1911، في العاصمة الملكية لرواندا، نيانزا، للملك يوهي الخامس موسينغا، والملكة كانكازي (فيما بعد الملكة الأم راديجوند نييرامافوغو الثالث كانكازي)، وهي أول زوجات من أحد عشر زوجًا له.

## تولي العرش
يأتي تولي عرش الأمير تشارلز روداهيجوا بعد خلع والده، يوهي الخامس، من قبل السلطات الاستعمارية البلجيكية التي تتهمه بـ «الأنانية والشهوانية».
عزل الملك السابق رسميا في 12 نوفمبر 1931، حيث يذكر ان الملك السابق ينهي الخامس طرد من عاصمته في 14 نوفمبر. وبعد ذلك بيومين تم الاعتراف بابنه «موامي» من قبل نائب الحاكم رواندا-أوروندي والمقيم من رواندا وكل السلطات الكنسية.
هذه الانقلاب وضع على العرش شابا في 19 من العمر والذي كانت السلطات البلجيكية تأمل سرا للسيطرة عليه بسهولة أكبر.

## اعتناقه المسيحية
تلقى تعليمه من قبل الآباء البيض - مثل واحد من إخوته، الأمير إتيان رويجيميرا، وأخته الأميرة باكايشونغا.
كان أول ملك لرواندا يعتنق الكاثوليكية في عام 1943  وأخذ الاسم المسيحي لتشارلز ليون بيير. لقد رفض والده التحول إلى المسيحية، وفي النهاية نظرت إليه الكنيسة الكاثوليكية الرواندية على أنه معادٍ للمسيحية وعائق أمام مهمته الحضارية. تلقى روداهيجوا تعليمات سرية في المسيحية من قبل ليون كلاس، رئيس الكنيسة الكاثوليكية الرواندية، منذ عام 1929، وقد أعده البلجيكيون ليحل محل والده.
الحاكم الشاب كان كاثوليكيا ومؤمنًا قويًا، رغم أنه لم يعمد بعد، إلا أنه سعى منذ بداية حكمه إلى تعزيز إيمانه الجديد. ففي عام 1935، تنازل للكنيسة بأحد ممتلكات والده في نيانزا، والتي تحولت إلى مهمة كاثوليكية.  
في 27 أكتوبر 1946، بعد ثلاث سنوات من تعميده الرسمي في عام 1943، كرس المملكة للمسيح-الملك خلال احتفال رسمي في نيانزا. حيث حول المسيحية بفعالية إلى دين الدولة. قاد تحويله موجة من المعمودية في المحمية.

## وفاته
في 25 يوليو 1959، بينما كان يعالج في مستشفى أوسبورا، سقط الملك ميتا فجأة بعد تلقيه حقنة بنسلين. عند الإعلان عن وفاة المويمي، تسببت شائعة التسمم من قبل «البيض» في موجة من العنف في رواندا. في جنازة الحاكم في 28 يوليو، وفي ظل عدم وجود وريث مباشر، تم الإعلان عن الابن الثاني ليوهي الخامس والأخ الأصغر للموامي الراحل. جان بابتيست نداهندوروا يصعد العرش تحت اسم كيجيلي الخامس.